# Ringverein
Die Ringvereine waren kriminelle Vereinigungen zu Beginn des 20. Jahrhunderts in Berlin. Die Mitglieder, die „Ringbrüder“, zeichneten sich dadurch aus, dass sie als Erkennungszeichen einen Siegelring trugen.

## Entwicklung
Der erste Reichsverein ehemaliger Strafgefangener entstand 1890 in Berlin und war ein Verein zur solidarischen Unterstützung entlassener Strafgefangener. Weitere Vereine schlossen sich 1898 in Berlin zum Dachverband Ring Berlin zusammen.
Sie organisierten Überfälle, Einbrüche, Raubzüge, Prostitution und Hehlerei, beschafften sich gegenseitig Alibis und unterstützten sich bei Krankheit und Gefängnisaufenthalt. Letzteres bezog sich vor allem auch auf die Ehefrauen und Kinder der Inhaftierten sowie die Witwen von Mitgliedern, die bei Polizeieinsätzen oder während ihrer Aktivitäten getötet worden waren.
1934 wurden sie von den Nationalsozialisten verboten.

## Vereine
- Immertreu
- Libelle
- Apachenblut
- Reichsverein ehemaliger Strafgefangener
- Freie Vereinigung
- Deutsche Eiche

## In der Fiktion
- Im Film M aus dem Jahre 1931 sind die Protagonisten in Ringvereinen organisiert. Regie führte Fritz Lang.
- Die Ringvereine und ihre Auseinandersetzungen werden in Volker Kutschers Roman Goldstein. Gereon Raths dritter Fall aus dem Jahr 2010 und der darauf basierenden 4. Staffel der Serie Babylon Berlin thematisiert. Der dort erwähnte Ringverein Berolina ist fiktiv.

## Ausstellungen
- Archiv des Friedrichshain-Kreuzberg Museums in Berlin, Kategorie „Verbrechen in Friedrichshain“